# Schlacht bei Malmaison
Die Schlacht bei (La) Malmaison, auch Schlacht bei Laffaux (Schlacht an der Laffaux-Ecke) oder Oktoberschlacht an der Aisne genannt, war eine Schlacht an der Westfront des Ersten Weltkrieges, die Ende Oktober 1917 auf dem Höhenzug Chemin des Dames in Nordfrankreich zwischen französischen und deutschen Truppen ausgetragen wurde. Ihren Namen hat die Schlacht von der ehemaligen Festung Fort de la Malmaison, die im Zentrum des Kampfgebietes lag.
Im Verlauf der Schlacht gelang es Frankreich, die deutschen Truppen zurückzudrängen und somit den strategisch wichtigen, stark befestigten Chemin des Dames vorübergehend wieder unter französischer Kontrolle zu bringen, was ein halbes Jahr zuvor, in der Schlacht an der Aisne, noch misslungen war.

## Schlachtfeld

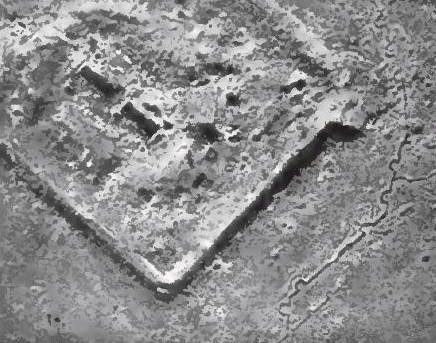
Luftbild der Festung Malmaison, vor der Schlacht, bereits stark beschädigt

Das Kriegsgebiet im Département Aisne in Nordfrankreich gehört zur Westfront des Ersten Weltkrieges. Die nächstgelegenen, größeren Städte sind Laon im Norden und Soissons im Süden.
Das Schlachtfeld liegt auf dem Rücken des Höhenzuges Chemin des Dames („Damenweg“), der sich zwischen den Tälern der Flüsse Ailette im Norden und Aisne im Süden erstreckt. Der Chemin des Dames gehört zu den am stärksten umkämpften Gebieten des Ersten Weltkrieges (französisch „Zone rouge“).
Der französische Angriff während der Schlacht konzentrierte sich auf einen etwa 12 km breiten Frontabschnitt zwischen Ostel (49° 25′ 45,6″ N, 3° 33′ 56,9″ O) im Südosten und Vauxaillon (49° 28′ 37,6″ N, 3° 24′ 22,6″ O) im Nordwesten.
Im Zentrum des Kampfgebietes lagen der Bauernhof Ferme de la Malmaison und die Festung Fort de la Malmaison (49° 27′ 39,5″ N, 3° 31′ 21,3″ O). Dass die Schlacht nahe dem Fort stattfand, war aber eher Zufall, denn das Fort war als Verteidigungseinrichtung im Ersten Weltkrieg nahezu bedeutungslos. Es stammt aus der Zeit des ausgehenden 19. Jahrhunderts (Typ „Vauban“/„Système Séré de Rivières“). Seine Mauern boten keinen ausreichenden Schutz gegen die Sprengkraft der Brisanzgranaten des Ersten Weltkrieges; es war daher bereits vor dem Krieg entwaffnet und bei Übungen und Sprengtests der Franzosen beschädigt worden (siehe Luftbild).
Südwestlich von Malmaison, beim Dorf Laffaux (49° 26′ 54,9″ N, 3° 25′ 35,8″ O), beschrieb die Frontlinie einen scharfen Bogen. Von deutscher Seite wurde dieser Frontabschnitt als „Laffaux-Ecke“ bezeichnet. Da von hier der Hauptangriff erfolgte, wird die Schlacht auf Deutsch manchmal auch nach diesem Ort benannt.

## Verlauf

### Ausgangslage
Die Schlacht folgte auf die (Zweite) Schlacht an der Aisne, die im April und Mai des Jahres 1917 in der Nähe gefochten worden war, und in der die angreifenden Franzosen noch von den Deutschen zurückgehalten worden waren. Aufgrund der geringen Geländegewinne und der massiven Verluste, die die französische Seite erlitten, begannen die französischen Soldaten sich offen gegen ihre Führung aufzulehnen, es kam zu zahlreichen Befehlsverweigerungen bis hin zur offenen Meuterei, so dass die Franzosen ihre Offensive abbrechen mussten. In der Folge wurde der erfolglose und von der Truppe stark kritisierte französische Oberbefehlshaber Nivelle Mitte Mai 1917 abgesetzt und durch Philippe Pétain ersetzt. Dieser sollte die französische Strategie ändern, hin zu einem umsichtigeren Stil und einem schonenderen Umgang mit den Ressourcen, insbesondere dem Leben seiner Soldaten. Die französische Seite braucht dringend einen Sieg, um die Moral der Truppe wieder aufzubessern.

### Gefechte

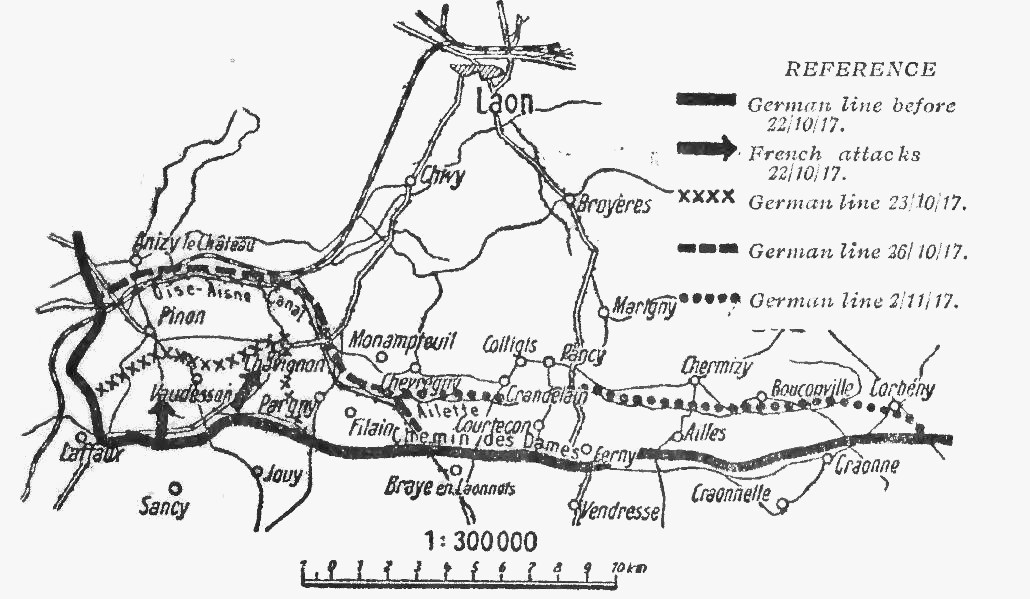
Änderungen im Frontverlauf detailliert

Vor der Schlacht zogen die Franzosen bei Soissons eine geballte Feuerkraft an Geschützen und Munition zusammen. Gleichzeitig betrieben sie intensive Aufklärung aus der Luft und am Boden.
Ab dem 17. Oktober belegte die französische Artillerie, um deren Verteidigung aufzuweichen, die deutschen Stellungen mit einem den Angriff vorbereitenden sechstägigen Trommelfeuer. (Binnen 6 Tagen wurden etwa 3 Millionen Geschosse abgefeuert; d. h. 50 % mehr als bei der Nivelle-Offensive, die sowohl zeitlich als auch räumlich wesentlich ausgedehnter war.) Neben Explosivgeschossen wurde auch Giftgas im Vorfeld der Schlacht in großer Menge eingesetzt.
Nach der Vorbereitung aus der Ferne griff die französische Infanterie am frühen Morgen des 23. Oktober an. Die Soldaten wurden durch Sturmpanzer (48 × Typ Schneider CA1 + 20 × Typ Saint-Chamond) unterstützt, die sich aber aufgrund des schwierigen Geländes und des Regenwetters als wenig effektiv erwiesen. Dennoch rückten die französischen Soldaten schnell vor, und die Festung von Malmaison (von der durch den massiven Beschuss im Vorfeld und während des Angriffes nur noch eine Ruine übrig blieb) wurde am 23. binnen kurzer Zeit eingenommen.
Im Laufe des 24. Oktober drangen die Franzosen von Vauxaillon weiter vor, erreichten am 25. die Dörfer Pargny und Filain und schließlich den Fluss Ailette. Die Deutschen zogen sich über La Royère und Craonne aus dem westlichen Teil des Chemin des Dames zurück und positionierten sich bis zum 2. November neu auf den Anhöhen nördlich der Ailette.

### Nachwirkungen
Durch den Sieg in der Schlacht gelang es Frankreich, den Chemin des Dames wieder unter französische Kontrolle zu bringen. Wegen der symbolischen Bedeutung des Chemin des Dames, der zuvor als „Bollwerk“ der deutschen Verteidigung gegolten hatte, wurde der Sieg trotz der flächenmäßig geringen Geländegewinne in der französischen Öffentlichkeit sehr bejubelt. Gelobt wurde die Armeeführung von den Franzosen insbesondere auch für die vergleichsweise (im Vergleich zu den Gefechten der (Zweiten) Aisne-Schlacht im Frühling 1917 und der (Dritten) Flandern-Schlacht im Spätsommer 1917) geringen Verluste. Aufgrund dieser symbolischen Erfolge markierte die Schlacht einen Wendepunkt im Krieg und war von großer psychologischer Bedeutung für die französische Moral, die zuvor im Jahr 1917 sehr gelitten hatte.
Bis zum Ende des Ersten Weltkrieges wechselte die Vorherrschaft im Chemin des Dames jedoch noch zwei Mal: Ab Mai 1918 gewannen die Deutschen durch die Blücher-Offensive vorübergehend die Kontrolle zurück. Erst im Herbst 1918, in Folge der Zweiten Marne-Schlacht, überließen die Deutschen das Territorium endgültig den französischen und italienischen Truppen.